# Salmagne
Salmagne is een gemeente in het Franse departement Meuse (regio Grand Est) en telt 308 inwoners (2005).
Op 22 maart 2015 werd de gemeente overheheven van het kanton Ligny-en-Barrois naar het kanton Vaucouleurs, dat daarvoor tot geheel onder het arrondissement Commercy viel. De gemeente maakt deel uit van het arrondissement Bar-le-Duc en van de Communauté d'Agglomération Bar-le-Duc Sud Meuse, een samenwerkingsverband tussen 33 gemeenten.

## Geografie
De oppervlakte van Salmagne bedraagt 17,1 km², de bevolkingsdichtheid is 18,0 inwoners per km².
De onderstaande kaart toont de ligging van Salmagne met de belangrijkste infrastructuur en aangrenzende gemeenten.

## Demografie
Onderstaande figuur toont het verloop van het inwonertal (bron: INSEE-tellingen).